# Primate (wrestler)
Jason Melrose (Newcastle upon Tyne, 1984) è un wrestler inglese.

## Carriera

### Circuito indipendente (2014–2018)
Allenato da Rampage Brown, Melrose ha debuttato il 17 agosto 2014 nella Target Wrestling come Jason Prime.

### WWE (2018–2022)

#### NXT UK(2018–2022)
Melrose, combattendo con il suo vero nome, ha debuttato nella puntata di NXT UK del 26 dicembre 2018 insieme a Michael Hitchman perdendo contro i Grizzled Young Veterans (James Drake e Zack Gibson). Nella puntata di NXT UK del 30 gennaio 2019 Melrose è stato sconfitto da Dave Mastiff. Due mesi dopo, Melrose ha fatto il suo ritorno con il ringname Primate, venendo affiancato da Wild Boar e formando l'Hunt. Il loro debutto come tag team è avvenuto nella puntata di NXT UK del 20 marzo sconfiggendo i Pretty Deadly (Lewis Howley e Sam Stoker). Nella puntata di NXT UK del 12 novembre l'Hunt ha sconfitto Amir Jordan e Kenny Williams. Nella puntata di NXT UK del 3 dicembre l'Hunt ha sconfitto Flash Morgan Webster e Mark Andrews. Nella puntata di NXT UK del 17 dicembre l'Hunt ha affrontato il Gallus (Mark Coffey e Wolfgang) per l'NXT UK Tag Team Championship ma sono stati sconfitti.
Il 18 agosto 2022 Primate venne licenziato dalla WWE.

## Personaggio

### Mosse finali
- Spear

### Manager
- Eddie Dennis

### Musiche d'ingresso
- Target Locked (WWE; 2019–2022; usata come membro dell'Hunt)

## Titoli e riconoscimenti
- Defiant Wrestling/What Culture Pro Wrestling
  - Defiant Harcore Championship (2)
  - Defiant Tag Team Championship (1) – con Jimmy Havoc
- Main Event Wrestling
  - MEW Heavyweight Championship (2)
- RISE Underground Pro Wrestling
  - RISE Championship (1)
- Tidal Championship Wrestling
  - TCW Tag Team Championship (1)